# Long Arm of the Law 3
Série Long Arm of the Law
Long Arm of the Law 2
(1987)
Pour plus de détails, voir Fiche technique et Distribution.
Long Arm of the Law 3 (省港旗兵3, Saang gong kei bing 3) est un film d'action hongkongais réalisé par Michael Mak et sorti en 1989 à Hong Kong. C'est le troisième volet de la série des Long Arm of the Law, chacun ayant des personnages différents.
Il totalise 12 200 661 HK$ de recettes au box-office.

## Synopsis
L'ex-militaire Lee Cheung-kong (Andy Lau) est accusé à tort de vol qualifié en Chine et condamné à mort. Il réussit à fuir et se réfugie à Hong Kong où il rencontre deux immigrants clandestins, Seung Moon (Elizabeth Lee) et Cœur de poulet (Max Mok). Tout en s'entraidant, Kong et Moon développent des sentiments amoureux. Après son arrivée dans la colonie britannique, Kong apprend qu'elle s'est vendue comme prostituée pour payer certaines dettes. Il travaille donc pour un chef de la triade afin de gagner de l'argent pour racheter la liberté de Moon. D'autre part, le gouvernement chinois envoie l'officier Mo Heung-yeung (Elvis Tsui) à Hong Kong pour retrouver Kong.
Kong affronte Heung-yeung dans une boîte de nuit lors d'une fusillade où il s'en sort blessé. Il fait le plan de fuir au Panama avec Moon, mais Maître Cheuk (Stephen Chan) et Maître Leung (Kirk Wong) de la triade enlèvent Moon pour forcer Kong à travailler plus longtemps pour eux. Ils la violent également.
Kong, Cœur de poulet et d'autres voyous attaquent le camion blindé du gouvernement, tuent les gardes de sécurité et volent des sacs d'argent. Kong et Cœur de poulet se précipitent ensuite dans l'appartement où est retenue Moon. Après d'intenses combats, Cheuk, Leung et d'autres gangsters de la triade sont tués. Kong, Cœur de poulet et Moon s'échappent à temps avant que la police ne prenne d'assaut l'appartement. Cependant, Cœur de poulet meurt de ses blessures et Moon a également été touchée pendant les fusillades.
Kong affronte à nouveau Heung-yeung sur les quais. Ce-dernier laisse cependant fuir le couple avant l'arrivée des forces de police. En fait, avant de partir, Kong et Moon s'étaient rendus discrètement chez un médecin pour soigner la blessure de Moon et Heung-yeung leur avait rendu visite. Kong avait dit à Heung-yeung que quand la Chine disposera de lois justes, il reviendra. Finalement, il se rend au Panama avec Moon et mène une nouvelle vie de paix et de liberté.

## Fiche technique
- Titre original : 省港旗兵3
- Titre international : Long Arm of the Law 3
- Réalisation : Michael Mak
- Scénario : Johnny Mak et Stephen Shiu
- Photographie : Derek Wan
- Montage : Poon Hung
- Musique : Joseph Chan
- Production : Stephen Shiu
- Société de production : Johnny Mak Production
- Société de distribution : Movie Impact
- Pays d'origine :  Hong Kong
- Langue originale : cantonais
- Format : couleur
- Genre : action
- Durée : 107 minutes
- Dates de sortie :
  -  Hong Kong : 12 janvier 1989
  -  Taïwan : 28 janvier 1989
  -  Corée du Sud : 2 décembre 1989

## Distribution
- Andy Lau : Lee Cheung-kong
- Elizabeth Lee : Seung Moon
- Max Mok : Cœur de poulet
- Elvis Tsui : Mo Heung-yeung
- Stephen Chan : Maître Cheuk
- Kirk Wong : Maître Leung
- Ken Boyle : l'officier de policer
- Hon Yee-sang : le patron du bordel
- Mai Kei : le chauffeur du bordel pour Moon
- John Ladalski : le policier faisant des achats à la bijouterie
- Alex Ng : le braqueur de la bijouterie
- Lam Kai-wing : un homme de main de Leung
- Cheung Chi-kin : la petite amie de Leung
- Wai Ching : le juge chinois
- Kan Sek-ming : l'inspecteur Cat
- Chan Sing-tong : l'employé de la bijouterie
- Robin Shou : 966
- Leung Wai-hung : le frère de Cœur de poulet
- Chow Sing-po : le gardien du bordel
- Yuen Yat-fet : le père de Kong
- Luk Yik-sang : l'ancien camarade d'armé de Kong
- Fung Yuen-chi : Tête-de-serpent
- Leung Sing-hung : un homme de main de Tête-de-serpent
- Ho Chi-moon : un client de la bijouterie
- Dion Lam (en) : un garde de sécurité
- Ling Chi-hung : un garde de sécurité
- Bill Lung : le voleur de Cheuk
- Cho Wing : un voyou
- Choi Hin-cheung : un voyou
- Chun Kwai-po : un voyou
- Yu Kwok-hung : un voyou
- Jackson Ng : un voyou
- Chu Tau : un voyou
- Wan To-ming
- Sin Wing
- David Chung
- Kwong Ka-hung
- Cheng Ka-ming
- Leung Hoi-lam
- Ma Yui-san
- Yeung Tai-wah
- Kei Ngam
- Wong Sek-fan